# Ayub Kalule
Ayub Kalule est un boxeur ougandais né le 6 janvier 1954 à Kampala.

## Carrière
Ayub Kalule est médaillé de bronze aux Jeux africains de Lagos en 1973 dans la catégorie des poids plumes puis médaillé d'or dans la catégorie des poids légers aux Jeux du Commonwealth britannique de Christchurch en 1974. Il est ensuite sacré champion du monde de boxe amateur à La Havane en 1974 puis champion d'Afrique de boxe amateur à Kampala en 1974 dans la catégorie super-légers.
Il passe professionnel en 1976 et devient champion du monde des super-welters WBA le 24 octobre 1979 après sa victoire aux points contre Masashi Kudo. Kalule perd son titre lors de sa 5e défense face à Sugar Ray Leonard le 25 juin 1981 par arrêt de l'arbitre au 9e round. Devenu champion d'Europe EBU des poids moyens en 1985, il met un terme à sa carrière l'année suivante sur un bilan de 46 victoires et 4 défaites.

## Référence
1. ↑  (en) Masashi Kudo vs. Ayub Kalule (boxrec.com)